# Пинцано ал Таљаменто
Пинцано ал Таљаменто (итал. Pinzano al Tagliamento) је насеље у Италији у округу Порденоне, региону Фурланија-Јулијска крајина.
Према процени из 2011. у насељу је живело 430 становника. Насеље се налази на надморској висини од 203 м.

## Становништво
Према резултатима пописа становништва 2011. у општини је живело 1.567 становника.
| 1931. | 1936. | 1951. | 1961. | 1971. | 1981. | 1991. | 2001. | 2011. |
| ----- | ----- | ----- | ----- | ----- | ----- | ----- | ----- | ----- |
| 2.966 | 2.495 | 2.685 | 2.242 | 1.732 | 1.728 | 1.566 | 1.608 | 1.567 |